# Pulkkila
Pulkkila è stato un comune finlandese di 1 620 abitanti, situato nella regione dell'Ostrobotnia Settentrionale. Soppresso nel 2009, è ora compreso nel nuovo comune di Siikalatva